# Binària eclipsant
Les estrelles binàries eclipsants són aquelles en què les seves òrbites estan alineades amb la nostra de tal manera que, periòdicament, l'una passa per davant de l'altra. Això comporta que s'observin disminucions regulars en la seva lluminositat, l'anomenada corba de llum. Moltes vegades passen desapercebudes com a estrelles variables. Solen ser de període curt, ja que l'única manera de detectar-les és observar una regularitat en les seves variacions de lluminositat.
Dades deduïbles: es pot trobar el període de la seva òrbita i, per tant, deduir-ne la massa. Es poden distingir els seus espectres en el moment del trànsit d'una sobre una altra. Encara que no sempre és així, ja que moltes vegades el trànsit d'un dels astres no oculta completament el de darrere. En qualsevol cas, es pot arribar a amidar amb bastant fiabilitat l'espectre de cada estrella tenint en compte quines línies espectrals disminuïxen en cada pas.